# الطباعة على شبكة الإنترنت

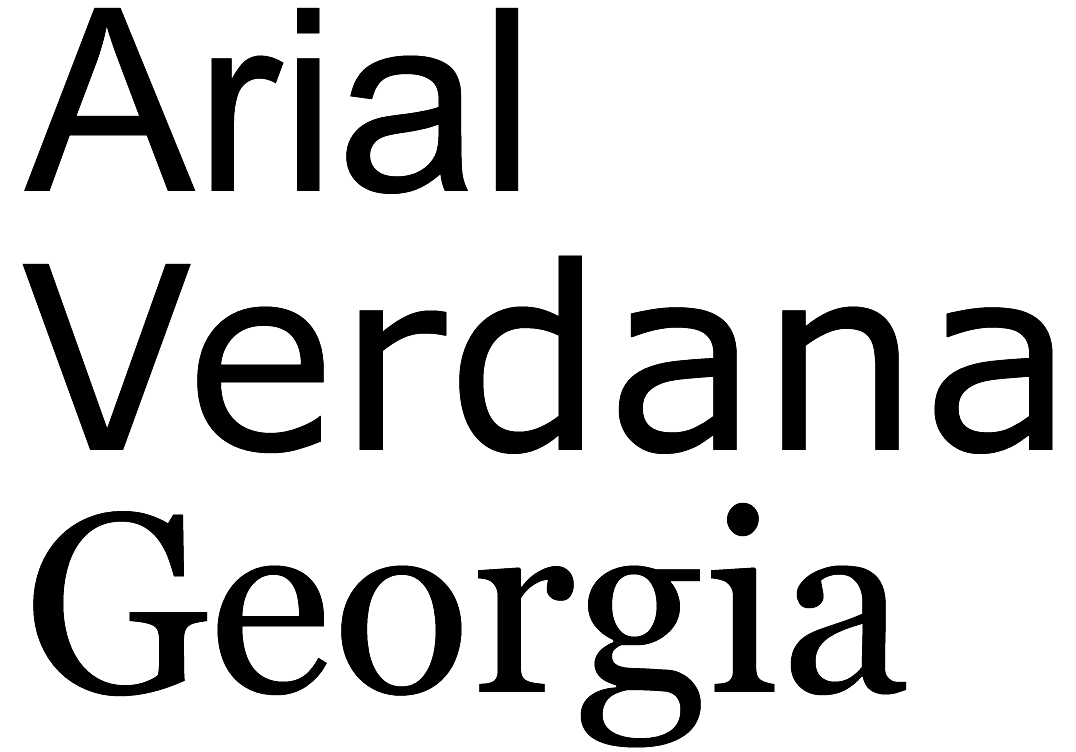
منذ أن أَطُلِّقَت في إطار خطوط مايكروسوفت الأساسية لبرنامج الويب، أرييل، جورجيا وفيردانا أصبحت 3 من الخطوط الفعلية للويب.

تشير الطباعة على شبكة الإنترنت على استخدام الخطوط على شبكة الإنترنت. وعندما أنشئت لغة ترميز النصوص التشعبية (HTML) لأول مرة، لم يكن هناك رقابة على الخطوط أو الأساليب المستخدمة لعرض النص للسماح لمصممي المواقع الإلكترونية  تحديد الخطوط والأوزان والألوان. حتى  قدمت نتسكيب (Netscape) عامل <font>  في عام 1995، الذي كان آنذاك قياسيًا لمواصفات اتش تي ام ال (HTML 2). ومع ذلك، فإن الخط المطلوب بالاسم يجب أن يُثَبَّت على كمبيوتر المستخدم، أو خط احتياطي، مثل سانس سيرف (sans-serif) أو مونوسكيب (monoscape). مواصفات سي اس اس 1 (CSS1) انتشرت في عام 1996 وقدمت نفس القدرات.
أطلقت مواصفات سي اس اس 2 (CSS 2)عام 1998 وسعت إلى تحسين عملية اختيار الخط وذلك بإضافة مطابقة الخط، التوليف، التنزيل. هذه التقنيات لم تحظ بكثير الاستخدام، أزيلت في مواصفات سي اس اس 2.1 (CSS2.1) على أية حال، إنترنت إكسبلورر مستمر على دعم ميزة تحميل الخط من آي إي 4 (IE 4). مواصفات تحميل الخطوط أعيد إضافتها في مسودة عمل سي اس اس 3 (أوراق الأنماط المتتالية)، ومنذ ذلك الحين نُفِّذَت في سفاري 3.1، أوبرا 10 وفايرفوكس 3.5. هذا وقد زاد الاهتمام في الطباعة على الشبكة، فضلا عن استخدام تحميل الخط.

## CSS1
في صفحات الطرز المتراصة (CSS) الأولى، كان الكتّاب يحددون خصائص الخط عبر سلسلة من الخصائص منها:
- font-family
- font-style
- font-variant
- font-weight
- font-size

حُدِّدَت جميع الخطوط بالاسم فقط. بخلاف الخصائص المذكورة أعلاه، لم يكن لدى المصممين أي طريقة لتصميم الخطوط، ولا توجد آلية لتحديد الخطوط غير الموجودة في نظام العميل

### خطوط الويب (الشبكة) الآمنة
خطوط الويب (الشبكة) الآمنة هي تلك الخطوط من المحتمل أن تكون موجودة على طائفة واسعة من أنظمة الكمبيوتر، وتستخدم من قبل مؤلفي المحتوى على شبكة الإنترنت لزيادة فرصة عرض المحتوى بالخط الذي اختاروه. إذا كان الزائر للموقع على شبكة الإنترنت لا يملك الخط المحدد، سيكون على متصفح اختيار بديل—في حالة (ضيف) لواجهة بديلة من غير المرجح أن شخصيات مماثلة في نقاط الرمز نفسه.

### خطوط مايكروسوفت الأساسية للويب
من أجل ضمان أن يكون لجميع مستخدمي الإنترنت مجموعة أساسية من الخطوط، بدأت مايكروسوفت خطوط أساسية لمبادرة الويب في عام 1996(أَنُهِّيَت في عام 2002) الخطوط المطروحة بما في ذلك أرييل (Arial)، جورجيا (Georgia)، تايمز نيو رومان (Times New Roman)، وفيردانا (Verdana) بموجب اتفاقية الترخيص التي أعطتهم حرية التوزيع. معظمها يأتي مثبتا مع جميع أنظمة التشغيل، وارتفاع معدل انتشار جعلها عنصرا أساسيا في لمصممي الويب.
أمثلة: ارييل، وجورجيا، تايمز الرومانية الجديدة، وفيردانا
صفحات الطرز المتراصة حاولت زيادة الوسائل المتاحة لمطوري الويب بإضافة «مطابقة الخط الذكية»، «توليف الخط»، و«تنزيل الخط».
عملية كيفية تعامل العامل المستخدم مع هذه الخصائص عندما لا يكون هناك تطابق للخط على العميل قد وُسِّعَت. CSS2 قدمت مطابقة من جهة العميل، والتوليف وتقدم الأداء لهذا، والخطوط التي يمكن تحميلها عبر الويب.
بعض خصائص الخط في CSS2 أزيلت من CSS2.1 وأضيفت مره أخرى إلى CSS3.

### الخطوط الاحتياطية
مواصفات CSS تسمح للخطوط متعددة أن تسرد كخطوط احتياطية. في CSS، خصائص أسرة الخط تقبل قائمة الخطوط المفصولة بفاصلة التي يمكن استخدامها، كما يلي:
font-family: Arial, Helvetica, "Liberation Sans", sans-serif;
الخط الأول المحدد هو الخط المفضل. إذا كان هذا الخط غير متوفر، فإن متصفح الويب سيحاول استخدام الخط التالي في القائمة. لو أن أيا من الخطوط المحددة لم يوجد، سيلجأ المتصفح لعرض واجهة الخط الافتراضية الخاصة به. العملية ذاتها تحدث أيضا على أساسيات لكل-حرف إذا كان المتصفح يحاول عرض حرف لا يمكن عرضه بالخط المحدد.

### أسر الخط العامة لـ CSS
من أجل إعطاء مصممي المواقع الإلكترونية بعض السيطرة على مظهر الخطوط على صفحاتهم على شبكة الإنترنت حتى عندما تكون الخطوط المحددة ليست متاحة، مواصفات CSS كذلك تتيح استخدام العديد من أسر الخط العامة. هذه العائلات العامة صممت حتى تقسم الخطوط إلى فئات عدة بناء على المظهر العام. هذه العائلات العامة غالبا تحدد كملاذ أخير إذا كان أيا من الخطوط التي حددها الكاتب غير متوفرة. هذه العائلات هي:
Sans-serif: الخطوط التي لا تحمل علامات زينة، أو خطوط رقيقة على الحروف. هذه الخطوط غالبا تعتبر أسهل للقراءة على الشاشات.

Serif: الخطوط الزخرفية التي تحمل علامات، أو خطوط رقيقة تظهر على الحروف.

Monospace: الخط الذي لحروفه جميعها نفس العرض تماما.

Cursive: الخطوط التي تشبه الكتابة الخطية. هذه الخطوط قد تكون ذات مظهر مزخرف، ولكنها يمكن أن يكون من الصعب قراءتها في الأحجام الصغيرة، لذا فهي عموما تستخدم بشكل قليل.
الخيال: الخطوط التي قد تحتوي على الرموز أو غيرها من الخصائص الزخرفية، ولكن لا تزال تعرض الحرف المحدد.

## خطوط الويب

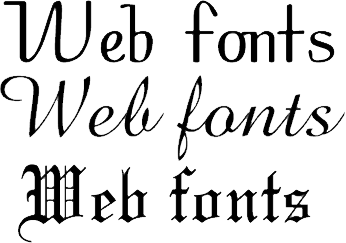
خطوط الويب تسمح لمصممي الويب باستخدام الخطوط التي لم تُثَبَّت على كمبيوتر المشاهد.

### التاريخ
خطوط الويب هي تقنية بها تُحمل الخطوط من خادم الويب كلما طَلب المستخدم الصفحة. وتُوفرها له بلا تدخل من قبله، ثم هي أيضًا تُوسع خيارات مصممي الويب من الخطوط وتزيدها فلا تنحصر أي خياراتهم على ما شاع من الخطوط. وكانت هذه التقنية مما تضمنته واشتملت عليه مواصفات CSS2، وذلك بوضع قاعدة @فونت-فيس (@font-face)
وقد كانت وما زالت تقنية مختلف عليها وسبب ذلك أن تضمين الخطوط في صفحة الويب يمكن المستخدم من تحميلها مجانا. مما قد يتعارض مع شروط ترخيص الخطوط ويفضي إلى استخدامها استخدامًا مخالف لها أو نشرها نشرًا غير قانوني في شبكة الإنترنت.
تضمين الخط لا يستخدم على نطاق واسع على شبكة الإنترنت، ولكن من بعد إصدار متصفحات فايرفوكس 3.5 و10 أوبرا وسفاري 3.1 واحتوائها هذه التقنية، زاد الاهتمام بها.

### تنسيقات الملفات

#### ملف صحيح (TrueDoc)
بيت ستريم (bitstream) طورت ترو دوك (TrueDoc)، المعيار الأول للخطوط المضمنة. ترو دوك مدعومة محليا من قبل نتسكيب نافيجيتر 4 (Netscape Navigator 4)، ولكن توقفت في نتسكيب نافيجيتر 6 (Netscape Navigator 6) وموزيلا بسبب أن نتسكيب لم تستطيع نشر البيت ستريم للشفرة المصدر. مشغل الويب فونت (WebFont Player) المساعد كان متاحا لإنترنت إكسبلورر، ولكن هذه التكنولوجيا مضطرة لمنافسة خطوط النوع المفتوح المضمن لمايكروسوفت (Microsoft's Embedded OpenType) محليا المدعومة من قبل إنترنت إكسبلورر (4) وأعلى (نسخ ويندوز فقط).

#### النوع المفتوح المضمن (EOT)
إنترنت اكسبلورر 4 وما فوق دعمت تضمين الخط من خلال ملكية معيار النوع المفتوح المضمن. وتستخدم تقنيات إدارة الحقوق الرقمية للمساعدة في منع الخطوط من أن تُنْسَخُّ وتُسْتَخْدَمُ دون ترخيص. مجموعة فرعية مبسطة من EOT قد شُكِّلَت تحت اسم CWT (نوع توافق الويب Compatibility Web Type، سابقا EOT-لايت)

#### الرسوم القابلة للاتجاه (SVG)
الخطوط أصبحت جزءا من مواصفات رسوميات متجهية متغيرة منذ الإصدار 1.1. سفاري قدم الدعم لخطوط SVG في الإصدار 3، وإصدارات بيتا من أوبرا دعمتهم اعتبارا من يونيو 2009.

#### النوع الحقيقي / النوع المفتوح
موزيلا فايرفوكس (منذ الإصدار 3.5)، وأوبرا (منذ إصدار 10) وسفاري دعموا الربط لخطوط النوع الحقيقي / النوع المفتوح.

#### تنسيق خط الويب المفتوح (WOFF)
تنسيق خط الويب المفتوح (WOFF)، تنسيق شكل نموا خلال عام 2009، هو في جوهره غلاف يحتوي على خطوط sfnt-based (النوع الحقيقي، النوع المفتوح أو تنسيق الخط المفتوح) التي ضُغِطَت باستخدام أداة ترميز WOFF لتمكينها من أن تكون جزءا لا يتجزأ من صفحة على شبكة الإنترنت. التنسيق قد حصل على مساندة العديد من مسابك الخط الرئيسية، في تشرين الأول / أكتوبر 20th، 2009، موزيلا أعلنت أنها سوف تقدم الدعم للWOFF في فايرفوكس 3.6. خلال أكتوبر 2009 مؤتمر Typ09، مايكروسوفت قالت أنهم وضعوا في عين الاعتبار دعم WOFF في إنترنت إكسبلورر 9. WOFF هو «مفضلة قوية» لتوحيد المقاييس من قبل فريق عمل خطوط الويب فيرابطة الشبكة العالمية

### دعم المتصفح
الدعم لخطوط. otf و. ttf على شبكة الإنترنت قُدّم أولا في مستعرض الويب سفاري، الإصدار 3.1. فايرفوكس أضاف الدعم في الإصدار 3.5. الأوبرا أضاف الدعم في الإصدار 10
باستخدام نوع محدد من تقنية سي اس اس @فونت-فيس (CSS @font-face) المضمنة فمن الممكن تضمين الخطوط بحيث أنها تعمل مع إنترنت اكسبلورر 4 وما فوق، فايرفوكس 3.5، سفاري 3.1، وأوبرا 10 وكروم (كروم يحتاج إلى أن يكون خيار سطر الأوامر محددا حتى يكون ممكنا، ماعدا في آخر التحسينات). هذا يسمح للغالبية العظمى من مستخدمي الإنترنت الوصول إلى هذه الوظيفة.

## خطوط اليونيكود
فقط اثنين من الخطوط المتاحة افتراضيا على ويندوز بلاتفورم، أرييل، ولوكيدا سانس توفر مجموعة واسعة من حروف يونيكود. الشوائب في فيردانا (والمعالجة المختلفة لها من قبل وكلاء المستخدم المختلفين) تعوق قابليته للاستخدام، حيث الجمع بين الحروف مطلوب.

## البدائل
عقبة شائعة في تصميم المواقع الإلكترونية هي برمجة النماذج بالأحجام الطبيعية التي تشمل خطوط الويب غير الآمنة. هناك عدد من الحلول لمثل هذه الحالات. حل واحد مشترك هو «تشريح» النص، والإشارة للخط المحدد على طول مع البديل المماثل. على سبيل المثال، إذا كان العنوان يحتوي على خط خاص بويندوز فيستا، من شأن المبرمج كتابة التعليمات البرمجية كأن يكون العنوان هو النص الجسدي (بدلا من صورة) والإشارة إلى الخط المعين. إذا كان الخط لم يعرض على كمبيوتر المشاهد، سيلجأ الموقع على خط مماثل أو مجموعة من الخطوط التي تشبه أو هي بدائل مناسبة.
ممارسة أخرى تتمثل في استخدام تقنيات استبدال الصورة. هذه الأساليب تخزن النص في مسألة كنص مجسد ومن ثم تراكب النص مع صورة تحتوي على النص مكتوب بالخط الصحيح. هذا أمر جيد لمحرك البحث الأمثل والأغراض الجمالية، على الرغم من أن النص لا يمكن اختياره (لنقول، نسخ ولصق). ومع ذلك تجدر الإشارة إلى أن موزيلا فايرفوكس على سبيل المثال لديه خيار نسخ على نقرة يمنى القائمة السياقية لصورة مضللة الذي ينسخ السمة البديلة إلى الحافظة.
تقنيات استبدال الصورة يمكن القيام بها بسهولة مع مكتبة php/JavaScript Facelift Image Replacement (FLIR). يمكنه تلقائيا استبدال أي نص على صفحة الإنترنت مع صورة يتم إنشائها تلقائيا، إذا كان الخط مفقود من جهاز العميل. FLIR هو مفتوح المصدر في نفسه، ولا تتطلب أية أدوات أخرى لِتُنَشَّر أو تُسْتَخْدَمُ، إلى جانب مترجم php. (والذي هو أيضا مفتوح المصدر). كما أنه لا يتطلب أي ملحقات على جهاز الكمبيوتر الخاص بالمستخدم. الأشياء الوحيدة التي يحتاج متصفح العميل أن ينفذها هي عرض الصور وجافا سكريبت. صحيح أي خط نوع حقيقي أو خط نوع مفتوح يمكن استخدامه لإنتاج النص تلقائيا.
أسلوب آخر في مجتمع تصميم المواقع الإلكترونية هو استخدام حلول معتمدة على الفلاش مثل sIFR. حيث يعملون تقريبا كتقنيات استبدال الصورة، على الرغم من أن النص قابل للاختيار ومقدم كناقل. الجوانب السلبية لهذا الأسلوب هي أن الأدوات اللازمة لإنشاء ملفات sIFR هي عموما ليست متاحة مجانا، وهذا الأسلوب يتطلب مساعدة شخصية على جهاز العميل.

## وصلات خارجية
- CSS@Ten : الشيء الكبير المقبل (بواسطة هيكون ويوم لاي) (وفي قائمة بصرف النظر)
- مسودة عمل W3C لخطوط سي اس اس CSS
- الخطوط المشتركة عبر المتصفحات والبلاتفورمز
- تكنولوجيا الترو دوك
- وصف الخط و@فونت-فيس
- تضمين الخط للويب
- احتكار مايكروسوفت المنسي
- «لقد رأيت ظل القمر» جولدن كريشنا